# 6649 Yokotatakao
6649 Yokotatakao eller 1991 RN är en asteroid i huvudbältet som upptäcktes den 5 september 1991 av de båda japanska astronomerna Takeshi Urata och Akira Natori vid JCPM Yakiimo Station. Den är uppkallad efter den japanska amatörastronomen Takao Yokota.
Asteroiden har en diameter på ungefär 7 kilometer.